# Paraguay op de Olympische Zomerspelen 1972
Paraguay nam deel aan Olympische Zomerspelen 1972 in München, West-Duitsland. Dit was Paraguay's tweede deelname aan een Olympische Spelen, evenals in 1968 werd er geen enkele medaille behaald.

## Deelnemers en resultaten
(m) = mannen, (v) = vrouwen 

### Atletiek
| Olympiër             | Discipline      | Resultaat | Prestatie             |
| -------------------- | --------------- | --------- | --------------------- |
| Angel Guerreros      | 100m (m)        | 74e       | serie 4: 7de in 11,12 |
| Rodolfo Rieder       | 200m (m)        | DNS       | serie 2: niet gestart |
| Francisco Rojas Soto | 400m (m)        | 40e       | serie 6: 6de in 47,46 |
| Francisco Rojas Soto | 400m horden (m) | DNS       | serie 4: niet gestart |

### Schietsport
| Olympiër         | Discipline              | Resultaat | Prestatie                  |
| ---------------- | ----------------------- | --------- | -------------------------- |
| Reinaldo Ramirez | 300m geweer 3 houdingen | 33e       | 1030 punten: (370-322-338) |

Afghanistan · Albanië · Algerije · Amerikaanse Maagdeneilanden · Argentinië · Australië · Bahama's · Barbados · België · Bermuda · Birma · Bolivia · Bondsrepubliek Duitsland · Brazilië · Brits-Honduras · Bulgarije · Canada · Ceylon · Chili · Colombia · Congo-Brazzaville · Costa Rica · Cuba · Dahomey · Denemarken · Dominicaanse Republiek · Duitse Democratische Republiek · Ecuador · Egypte · El Salvador · Ethiopië · Fiji · Filipijnen · Finland · Frankrijk · Gabon · Ghana · Griekenland · Groot-Brittannië · Guatemala · Guyana · Haïti · Hongarije · Hongkong · Ierland · IJsland · India · Indonesië · Iran · Israël · Italië · Ivoorkust · Jamaica · Japan · Joegoslavië · Kameroen · Kenia · Khmerrepubliek · Koeweit · Lesotho · Libanon · Liberia · Liechtenstein · Luxemburg · Madagaskar · Malawi · Maleisië · Mali · Malta · Marokko · Mexico · Monaco · Mongolië · Nederland · Nederlandse Antillen · Nepal · Nicaragua · Nieuw-Zeeland · Niger · Nigeria · Noord-Korea · Noorwegen · Oeganda · Oostenrijk · Opper-Volta · Pakistan · Panama · Paraguay · Peru · Polen · Portugal · Puerto Rico · Roemenië · San Marino · Saoedi-Arabië · Senegal · Singapore · Soedan · Somalië · Sovjet-Unie · Spanje · Suriname · Swaziland · Syrië · Taiwan · Tanzania · Thailand · Togo · Trinidad en Tobago · Tsjaad · Tsjecho-Slowakije · Tunesië · Turkije · Uruguay · Venezuela · Verenigde Staten · Vietnam · Zambia · Zuid-Korea · Zweden · Zwitserland